# Форт-Лодердейл/Холливуд
Международный аэропорт Форт-Лодердейл/Холливуд (англ. Fort Lauderdale–Hollywood International Airport), (ИАТА: FLL, ИКАО: KFLL, FAA LID: FLL) — международный гражданский аэропорт, расположенный в городе Дейния-Бич в пяти километрах к юго-западу от делового центра города Форт-Лодердейл, округ Брауард (Флорида), США. Аэропорт находится в черте города Холливуд и в 34 километрах к северу от Майами.
Непосредственная близость аэропорта к круизным пирсам морского порта Эверглейдс существенным образом определяет его популярность среди туристов из США в страны Карибского бассейна. С конца 1990-х годов Международный аэропорт Форт-Лодердейл/Холливуд стал одним из основных аэропортов штата Флорида на направлениях внутриконтинентальных международных авиаперевозок, в особенной степени для чартерных авиакомпаний.
Международный аэропорт Форт-Лодердейл/Холливуд является самым большим хабом для авиакомпании Spirit Airlines, основным пунктом назначения для JetBlue и Norwegian Long Haul. Также это важный транспортный узел для авиакомпаний Allegiant Air и Southwest Airlines.
В 2016 году наибольшую долю рынка (25 %) пассажирских авиаперевозок занимала авиакомпания JetBlue Airways, далее Southwest Airlines (19,7 %), Spirit Airlines (19,4 %), Delta Airlines (10,2 %), American Airlines (6,9 %).
Аэропорт считается 19-м по загруженности аэропортом (с точки зрения пассажиропотока) в Соединенных Штатах, а также 14-м по загруженности международным и одним из 50 самых загруженных аэропортов в мире. По классификации Федерального авиационного управления США — это основной хаб по обслуживанию коммерческих авиаперевозок. В 2017 году пассажиропоток аэропорта составил 32.511.053 человек, что на 11,3 % больше, чем в 2016 году, в том числе 7.183.275 международных пассажиров (на 18,6 % больше, чем в 2016 году).
Аэропорт предлагает услуги бесплатного беспроводного доступа в Интернет по технологии Wi-Fi в любом из своих пассажирских терминалов.

## История

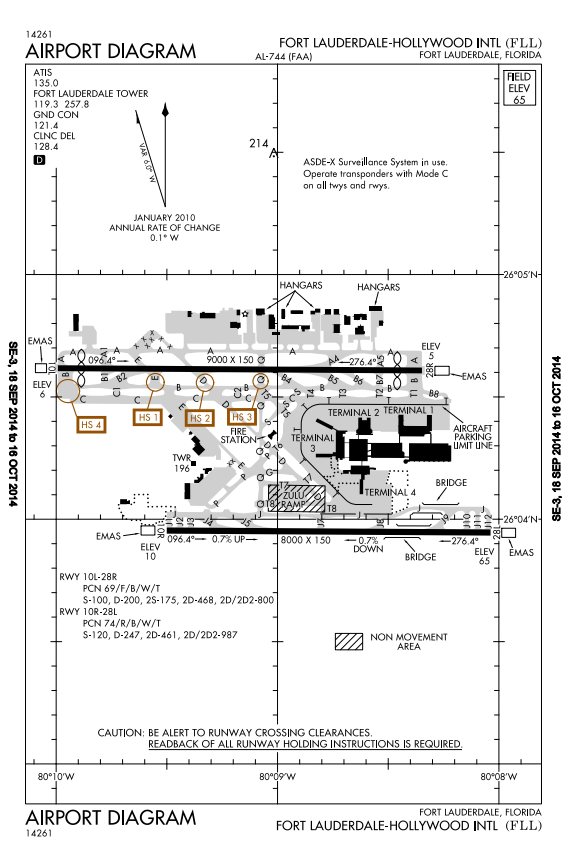
Схема FAA Международного аэропорта Форт-Лодердейл/Холливуд

Прототип современного аэропорта, Аэропорт Мерле Фогг был открыт 1 мая 1929 года на территории заброшенной площадки для гольфа. В начале Второй мировой войны аэропорт перешёл под контроль Военно-морских сил США и был известен под названием Военно-морская база Форт-Лодердейл. Первоначально база использовалась для переоборудования гражданских самолётов под военные нужды с дальнейшей их отправкой в Европу и Северную Африку через Южную Атлантику, позднее Форт-Лодердейл стала основной базой для подготовки военно-морских лётчиков для ВМС США и Корпуса морской пехоты США.
Аэропорт был базой для звена 19, которые исчезли в декабре 1945 года в Бермудском треугольнике.
Военно-морская база Форт-Лодердейл была закрыта 1 октября 1946 года и вся инфраструктура перешла в собственность округа Брауард, аэропорт сменил своё название на Международный аэропорт округа Брауард.
2 июня 1953 года открылся первый регулярный рейс в аэропорт Нассау, а в 1958 году магистральная авиакомпания Eastern Air Lines открыла регулярные внутренние маршруты из аэропорта в Айдлуайлд. В 1959 году было введено в эксплуатацию первое здание пассажирского терминала и аэропорт получил своё современное название Международный аэропорт Форт-Лодердейл/Холливуд.
В 1966 году через аэропорт выполнялось в среднем 48 рейсов в день, а в 1972 году уже 173 рейса в день. В 1966 году выполнялось три прямых рейса в аэропорт Нью-Йорк Кеннеди, а пять лет спустя были добавлены беспосадочные рейсы в Атланту, Балтимор, Бостон, Буффало, Чикаго, Кливленд, Детройт, Миннеаполис, Нью-Йорк Ла-Гуардия, Ньюарк, Филадельфия и Питтсбург. В 1969 году пассажирский трафик составил 1 млн человек в год.
К 1974 году аэропорт обслуживал авиакомпании Braniff International Airways, Delta Air Lines, Eastern Air Lines, National Airlines, Northwest Orient Airlines, Shawnee Airlines и United Airlines. В 1979 году после отмены государственного регулирования количество авиакомпаний увеличилось за счет Air Florida, Bahamasair, Florida Airlines, Mackey International Airlines, Republic Airlines, Trans World Airlines и Western Airlines.
В 1994 году пассажиропоток составил уже 10 миллионов человек. Относительно невысокие тарифные сборы аэропорта позволили в 1996 году открыть в нём один из транзитных узлов бюджетной авиакомпании Southwest Airlines, в 1999 году открыл свой хаб бюджетный перевозчик Spirit Airlines и в 2000 году хаб в аэропорту развернула очередная крупная бюджетная авиакомпания США — JetBlue Airways. US Airways также планировала создать хаб в Форт-Лодердейле в середине 2000-х годов в рамках своей стратегии реорганизации до слияния с America West Airlines.
Авиакомпани-лоукостеры вынудили несколько крупных авиакомпаний сократить обслуживание в аэропорту, при этом авиакомпания United полностью ушла из аэропорта в 2008 году, а American Airlines в 2013 году перенесла свои рейсы в Нью-Йорк и Лос-Анджелес в аэропорт Уэст-Палм-Бич.
Инфраструктура Международного аэропорта Форт-Лодердейл/Холливуд серьёзно пострадала в результате ураганов Катрина и Вильма (2005 год). Ураган первой категории Катрина причинил незначительный ущерб, аэропорт был закрыт примерно в течение 48 часов, после чего продолжил своё деятельность. Однако, ураган первой категории Вильма причинил гораздо больший ущерб — была разрушена крыша пассажирского терминала, разбиты все стёкла, повреждены взлётно-посадочные полосы и уничтожен ряд служебных зданий инфраструктуры аэропорта. Сам аэропорт был закрыт для приёма самолётов в течение пяти дней.
В феврале 2007 года Международный аэропорт Форт-Лодердейл/Холливуд ввёл тарифные сборы для всех участников воздушного движения, став одним из немногих аэропортов США, которые взимают сборы с частной авиации. Минимальный сбор для посадки одного частного самолёта в аэропорту в настоящее время составляет 10 долларов США.
11 октября 2016 года Emirates объявила, что будет выполнять рейс из Дубая в Форт-Лодердейл на самолете Boeing 777-200LR. Авиакомпания приняла решение о полетах в Форт-Лодердейл вместо Майами, который имеет значительно более длинные взлетно-посадочные полосы и лучшие условия для дальнемагистральных рейсов, из-за его код-шерингового соглашения с JetBlue. Авиакомпания начала полеты в декабре 2016 года. 6 июля 2017 года авиакомпания British Airways начала полеты из лондонского аэропорта Гатвик три раза в неделю.
Аэропорт часто используется режиссёрами в съёмках художественных фильмов. Одними из самых известных съёмок в Международном аэропорт Форт-Лодердейл/Холливуд являются сцены из фильма Месть полудурков 2: Полудурки в раю.
6 января 2017 года в аэропорту произошёл инцидент со стрельбой. В результате произошедшего погибло 5 человек, более 40 пострадало.

## Инфраструктура
Международный аэропорт Форт-Лодердейл/Холливуд занимает площадь в 558 гектар, находится на высоте 3 метров над уровнем моря и эксплуатирует две взлётно-посадочные полосы:
- 10L/28R размерами 2743 x 46 метров с асфальтовым покрытием;
- 10R/28L размерами 2438 x 46 метров с железобетонным покрытием[10].

В августе 2017 года в аэропорту базировалось 102 воздушных судна: 6 одномоторных, 17 многомоторных, 68 бизнесджетов и 11 вертолетов.
Полоса 10R/28L
В 2003 году началось осуществление планов по модернизации этой полосы. Предлагаемые улучшения включают расширение взлетно-посадочной полосы 10R/28L, строительство и модификацию системы рулежных дорожек аэропорта, чтобы обеспечить увеличение скорости перемещения воздушных судов, улучшение логистики перемещения пассажиров и обширную модернизацию терминала. План был обновлен во второй раз 25 апреля 2006 года. Жалобы жителей близлежащих территорий на шум, наряду с озабоченностью по поводу требований выкупа земель, задерживает строительство.
5 июня 2007 года правление округа Брауард проголосовали за расширение южной взлетно-посадочной полосы 10R/28L. Предложение предусматривает расширение полосы до 8000 футов для возможности приема более крупных воздушных судов и одновременной посадки самолетов на обе ВПП. Предложение было одобрено Федеральным управлением гражданской авиации США. В сентябре 2014 года работы были успешно завершены. 6 мая 2013 года была выведена из эксплуатации третья взлетно-посадочная полоса 13/31. Все четыре терминала теперь имеют 57 гейтов, а в последующем, с открытием нового международного терминала номер 4 и зоны А в первом терминале, количество гейтов увеличится до 97. К 2020 году, по прогнозам, аэропорт Форт-Лодердейл/Холливуд будет обслуживать 36 миллионов пассажиров в год.
Снос и реконструкция четвертого терминала.
Во время и после расширения ВПП 10R/28L начнется реконструкция четвертого терминала стоимостью 450 миллионов долларов. Зона H будет снесена, вместо него будет открыта зона G с площадью 28.000 кв футов. Будут добавлены четыре новых гейта и новый пост контроля безопасности.

## Терминалы, авиакомпании и пункты назначения

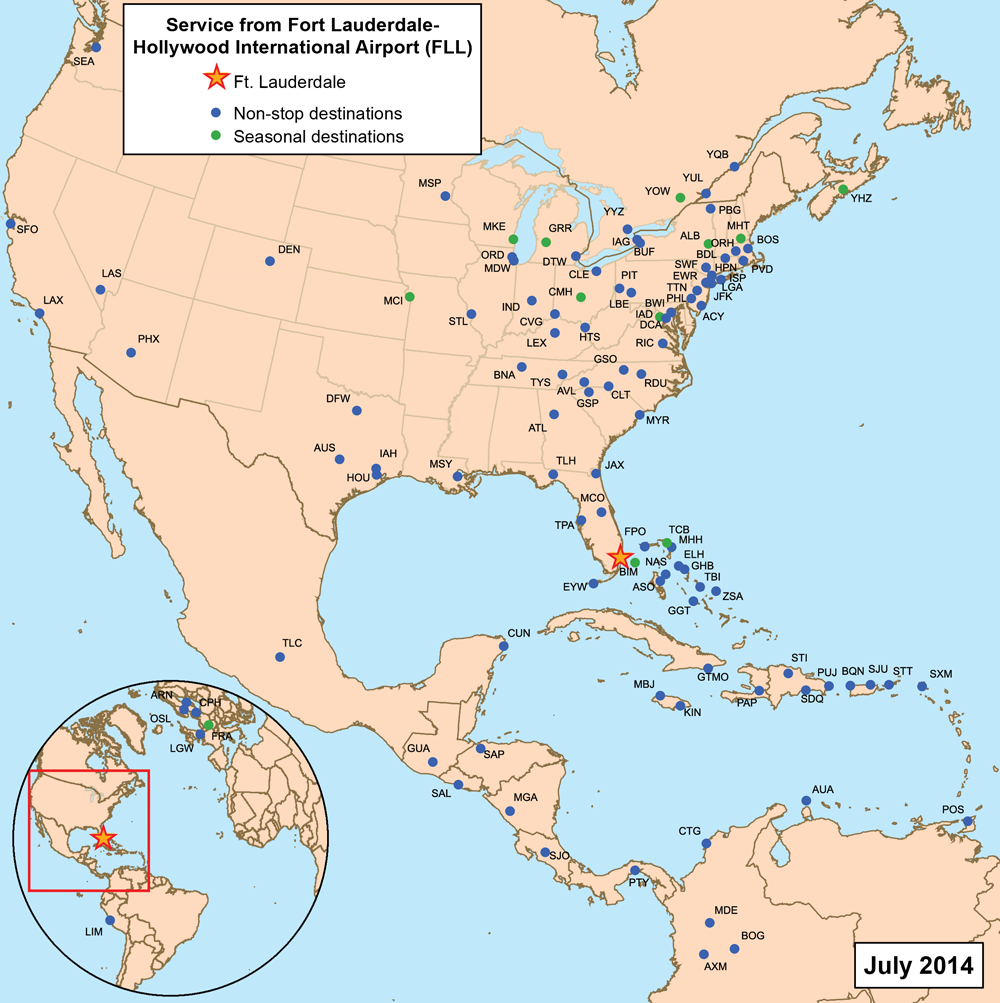
Схема беспосадочных маршрутов из Международного аэропорта Форт-Лодердейл/Холливуд

Международный аэропорт Форт-Лодердейл/Холливуд эксплуатирует четыре пассажирских терминала. Терминал 1, обычно называемый «Новый Терминал», был открыт в несколько этапов между 2001 и 2003 годами и был спроектирован компаниями Hellmuth, Obata and Kassabaum и Cartaya Associates. Остальные три терминала были построены в середине 1980-х годов в рамках $263-миллионного проекта реконструкции аэропорта и были спроектированы компанией Reynolds, Smith & Hills. Терминал 4 известный, как «Международный Терминал», в 1983 году был открыт для приёма сверхзвуковых «Конкордов».
С 2005 года Терминал 4 проходил реконструкцию и масштабное расширение по проекту компании PGAL/Zyscovich. Было объявлено, что терминал 1, известный как «Новый терминал», будет проходить реконструкцию с бюджетом 300 миллионов долларов. Работы начались в конце 2015 года и были завершены в июне 2017 года.
11 августа 2009 года авиакомпания Virgin America объявила об открытии прямых беспосадочных маршрутов в Международный аэропорт Лос-Анджелеса и Международный аэропорт Сан-Франциско с началом выполнения рейсов 18 ноября 2009 года.
Прибытия всех международных рейсов аэропорта обслуживаются в пассажирском терминале 4.

### Терминал 1 — Новый Терминал (желтый)
Терминал 1 содержит 3 зоны (А, B и C) и 24 выходов на посадку (гейтов). Зона А была открыта 5 июля 2017 года и 7 гейтов (А1-А7), зона В имеет 7 гейтов (В2, В4-В9, гейт В3 сейчас перенесен в зону А), в зоне С 9 гейтов (С1-С9). Зона А, в основном, обслуживает международные рейсы.
United Airlines имеет свой собственный лаунж United Club в зоне С, который был открыт одновременно с Терминалом 1 в мае 2001 года, изначально для Continental Airlines как Presidents Club. Этот терминал используется авиакомпаниями Southwest, Alaska, Allegiant, Silver, Bahamasair, Sun Country (чартеры), United, JetBlue (рейсы в Канкун и Кубу), Virgin America, и WestJet.
| Авиакомпания                   | Пункты назначения |
| ------------------------------ | --- |
| Alaska Airlines                | Лос-Анджелес, Сан-Франциско, Сиэтл/Такома |
| Allegiant Air                  | Аллентаун, Белвилл/Сент-Луис, Гринвилл/Спартанберг, Индианаполис, Колумбус/Рикенбакер, Лексингтон, Мемфис, Милуоки, Ноксвилл, Норфолк, Платсберг, Сиракузы, Флинт, Цинциннати, Шарлотт/Конкорд, Ашвилл Сезонно: Гранд-Рапид, Кливленд |
| Bahamasair                     | Нассау, Фрипорт |
| JetBlue Airways(Канкун и Куба) | Гавана, Камагуэй, Канкун, Ольгин, Санта-Клара |
| Silver Airways                 | Ки-Уэст, Марш-Харбор, Орландо, Таллахасси, Тампа |
| Southwest Airlines             | Аруба, Атланта, Балтимор, Белиз-Сити, Буффало, Вашингтон/Даллес, Вашингтон/Нэшнл, Гавана, Гранд-Кайман, Даллас/Лав, Денвер, Джексонвилл, Индианаполис, Канзас-Сити, Канкун, Колумбус/Гленн, Лас-Вегас, Лонг-Айленд/Айслип, Милуоки, Монтего-Бей, Нассау, Новый Орлеан, Ньюарк, Нашвилл, Питтсбург, Провиденс, Провиденсьялес, Пунта-Кана, Олбани, Орландо, Остин, Роли/Дарем, Сан-Антонио, Сан-Хосе-де-Коста-Рика, Сан-Хуан, Сент-Луис, Тампа, Филадельфия, Финикс/Скай-Харбор, Хартфорд, Хьюстон/Хобби, Чикаго/Мидуэй Сезонно: Манчестер, Миннеаполис/Сент-Пол, Нью-Йорк/Ла-Гуардия |
| Sun Country Airlines           | Чартеры: Галфпорт/Билокси, Лас-Вегас, Миннеаполис/Сент-Пол |
| United Airlines                | Вашингтон/Даллес, Денвер, Ньюарк, Сан-Франциско, Хьюстон/Интерконтинентал, Чикаго/О’Хара Сезонно: Кливленд |
| Virgin America                 | Лос-Анджелес, Сан-Франциско |
| WestJet                        | Торонто/Пирсон Сезонно: Калгари, Монреаль/Трюдо |

### Терминал 2 — Терминал Дельты (красный)
Терминал 2 содержит одну зону (D) и 9 гейтов. Delta Air Lines имеет здесь собственный лаунж Sky Club. Этот терминал используется авиакомпаниями Delta, Delta Connection, Air Canada, и Air Canada Rouge.
| Авиакомпания     | Пункты назначения |
| ---------------- | --- |
| Air Canada       | Сезонно: Галифакс, Оттава |
| Air Canada Rouge | Монреаль/Трюдо, Торонто/Пирсон |
| Delta Air Lines  | Атланта, Детройт, Миннеаполис/Сент-Пол, Нью-Йорк/Кеннеди, Нью-Йорк/Ла-Гуардия, Солт-Лейк-Сити, Цинциннати Сезонно: Бостон, Сиэтл/Такома |
| Delta Connection | Нью-Йорк/Ла-Гуардия, Роли/Дарем Сезонно: Цинциннати                                                                                     |

### Терминал 3 — Главный Терминал (фиолетовый)
Терминал 3 содержит две зоны (E и F) и 20 гейтов. В мае 2013 года в зоне F была открыта главная зона питания. Этот терминал обслуживает авиакомпании Azul (вылеты), American, American Eagle, Norwegian, JetBlue, Spirit, Air Transat и Sunwing.
| Авиакомпания            | Пункты назначения |
| ----------------------- | --- |
| Air Transat             | Монреаль/Трюдо, Торонто/Пирсон |
| American Airlines       | Вашингтон/Нэшнл, Даллас/Форт-Уэрт, Филадельфия, Чикаго/О’Хара, Шарлотт |
| Azul Brazilian Airlines | Белен, Ресифи, Сан-Паулу/Кампинас |
| JetBlue Airways         | Атланта, Балтимор, Бостон, Буффало, Вашингтон/Нэшнл, Уайт-Плейнс, Вустер, Детройт, Джэксонвилл, Кливленд, Лас-Вегас, Лонг-Бич, Лос-Анджелес, Нашвилл, Нью-Йорк/Кеннеди, Нью-Йорк/Ла-Гуардия, Ньюарк, Ньюберг, Новый Орлеан, Олбани, Остин, Питтсбург, Провиденс, Ричмонд, Роли/Дарем, Сан-Диего, Сан-Франциско, Солт-Лейк-Сити, Филадельфия, Хартфорд, Чарлстон, Чикаго/О’Хара Сезонно: Сиракузы |
| Norwegian Air Shuttle   | Барселона, Копенгаген, Лондон/Гатвик, Осло/Гардермоен, Париж/Шарль Де-Голль, Стокгольм/Арланда Сезонно: Пуэнт-а-Питр, Фор-де-Франс |
| Spirit Airlines         | Агудилья, Армения, Аруба, Атланта, Атлантик-Сити, Балтимор, Богота, Бостон, Гватемала-Сити, Гуаякиль, Даллас/Форт-Уэрт, Денвер, Детройт, Канкун, Кап-Аитьен, Картахена, Кингстон, Кливленд, Колумбус/Гленн, Лас-Вегас, Латроб/Питтсбург, Лима, Лос-Анджелес, Манагуа, Медельин/Кордова, Мертл-Бич, Миннеаполис/Сент-Пол, Монтего-Бей, Ниагара-Фолс, Новый Орлеан, Нью-Йорк/Ла-Гуардия, Ньюарк, Орландо, Панама-Сити, Питтсбург, Платсберг, Порт-о-Пренс, Пунта-Кана, Ричмонд, Сан-Хосе-де-Коста-Рика, Сан-Хуан, Сан-Педро-Сула, Сан-Сальвадор, Санто-Доминго-Лас-Америкас, Сантьяго-де-Лос-Кабальерос, Санта-Крус, Сент-Мартен, Сент-Томас, Тампа, Филадельфия, Хартфорд, Хьюстон/Интерконтинентал, Чикаго/О’Хара Сезонно: Сиэтл/Такома |
| Sunwing Airlines        | Торонто/Пирсон Сезонно: Квебек, Монреаль/Трюдо, Оттава |

### Терминал 4 — Международный Терминал (зеленый)
Терминал 4 содержит одну зону G и 11 гейтов (G1-G6, G10-G14). Зона H была закрыта в декабре 2017 года.
Этот терминал, после окончания всех работ по модернизации, будет иметь 14 гейтов (из них 11 смогут обслуживать международные рейсы), автовокзал, на верхних уровнях новые административные помещения для авиационного департамента. Строительство западной части было начато в 2013 году. В настоящее время открыты гейты G1-G6 на восточной стороне и гейты G10-G14 на западной стороне.
Этот терминал используют авиакомпании Air Transat, Avianca, British Airways, Caribbean, Copa, Emirates, Spirit, Sunwing, TAME, American (международные рейсы), Azul (прибытия), Norwegian, JetBlue (международные рейсы), Silver (международные рейсы), IBC Airways и SkyBahamas.
| Авиакомпания                      | Пункты назначения |
| --------------------------------- | --- |
| AIr Transat (чартеры)             | Галифакс, Квебек |
| American Airlines (международные) | Порт-о-Пренс |
| Avianca                           | Богота |
| British Airways                   | Лондон/Гатвик |
| Caribbean Airlines                | Кингстон, Монтего-Бей, Порт-оф-Спейн |
| Copa Airlines                     | Панама-Сити/Токумен |
| Emirates                          | Дубай |
| IBC Airways                       | Гуантанамо-Бей, Сан-Хуан |
| JetBlue Airways (международные)   | Аруба, Агудилья, Барбадос, Богота, Гранд-Кайман, Картахена, Кингстон, Кито, Лима, Медельин/Кордова, Мехико-Сити, Монтего-Бей, Нассау, Порт-о-Пренс, Порт-оф-Спейн, Провиденсьялес, Пунта-Кана, Сан-Хосе-де-Коста-Рика, Сан-Хуан, Санто-Доминго-Лас-Америкас, Сантьяго-де-Лос-Кабальерос |
| Silver Airways (международные)    | Северная Эльютера, Трежер-Кей, Фрипорт, Южный Бимини Сезонно: Гавернор-Харбор, Джорджтаун |
| SkyBahamas Airlines               | Марш-Харбор, Нью-Байт, Фрипорт, Южный Бимини |
| TAME                              | Гуаякиль |

### Грузовые авиакомпании
| Авиакомпания  | Пункты назначения |
| ------------- | --- |
| FedEx Express | Атланта, Даллас/Форт-Уэрт, Джэксонвилл, Индианаполис, Ки-Уэст, Лаббок, Марафон, Мемфис, Новый Орлеан, Ньюарк, Нашвилл, Орландо, Тампа, Форт-Уэрт/Аллайенс |
| IBC Airways   | Гуантанамо-Бей, Кап-Аитьен, Майами, Нассау, Роатан |
| UPS Airlines  | Луисвилл, Форт-Майерс, Хартфорд |

## Статистика

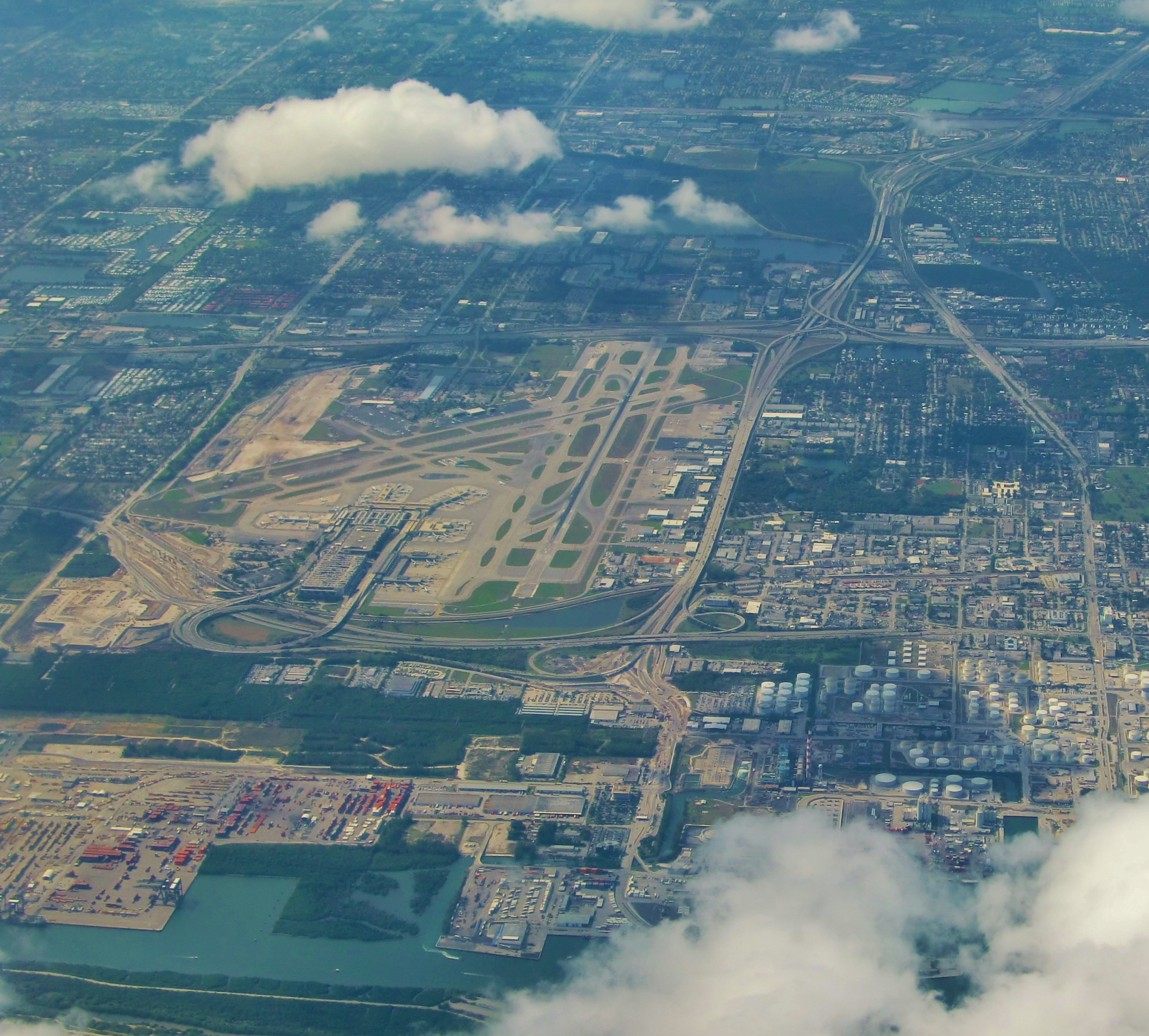
Аэропорт с высоты

| Направление                   | Пассажиропоток | Авиакомпания                         |
| ----------------------------- | -------------- | ------------------------------------ |
| Атланта, Джорджия             | 1.185.000      | Delta, JetBlue, Southwest, Spirit    |
| Ньюарк, Нью-Джерси            | 851.000        | JetBlue, Southwest, Spirit, United   |
| Нью-Йорк/Ла-Гуардия, Нью-Йорк | 713.000        | Delta, JetBlue, Southwest, Spirit    |
| Балтимор, Мэриленд            | 655.000        | JetBlue, Southwest, Spirit           |
| Нью-Йорк/Кеннеди, Нью-Йорк    | 592.000        | Delta, JetBlue, Virgin America       |

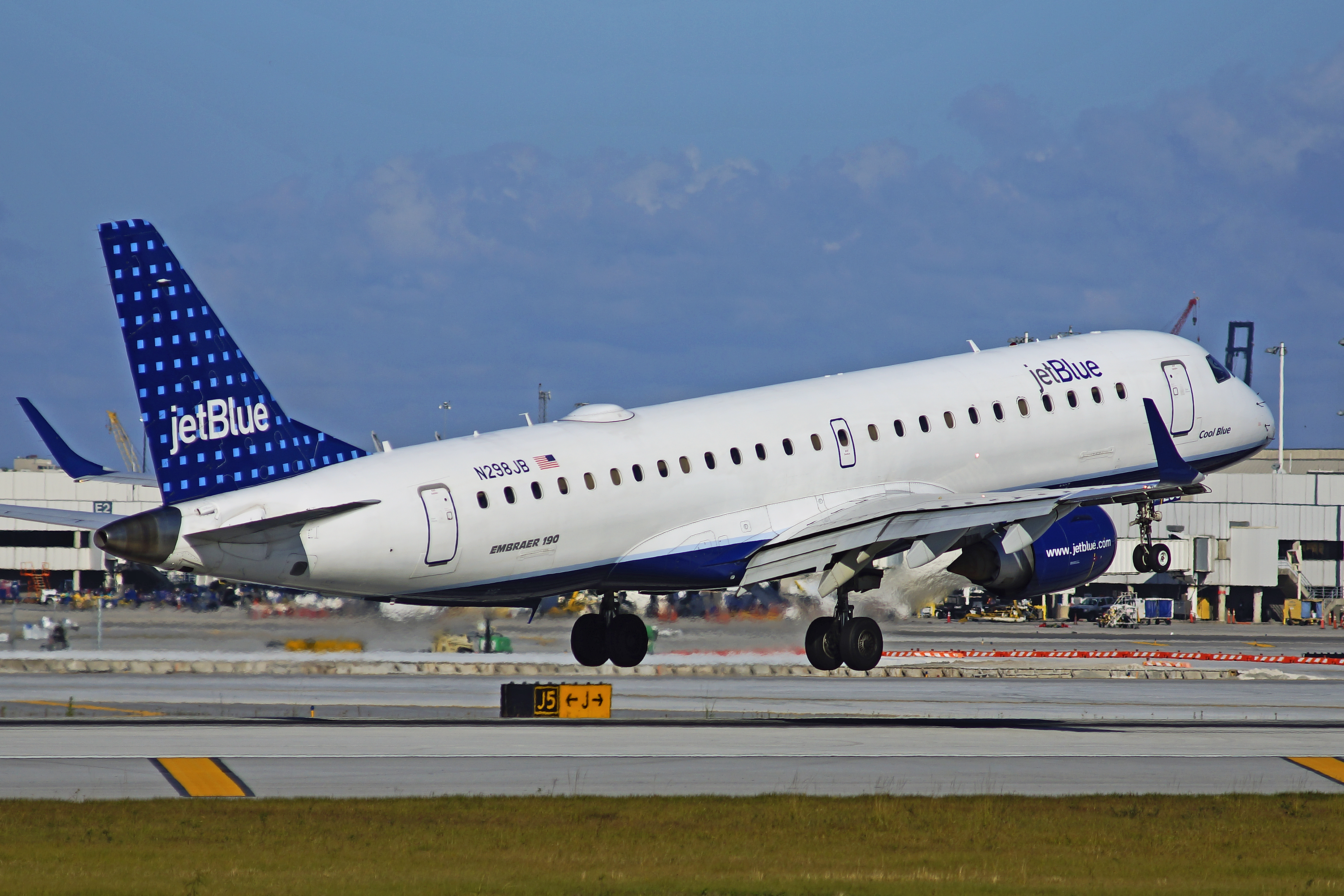
Embraer 190 авиакомпании JetBlue в аэропорту Форт-Лодердейл

| Чикаго/О’Хара, Иллинойс       | 478.000        | American, JetBlue, Spirit, United    |
| Детройт, Мичиган              | 437.000        | Delta, JetBlue, Spirit               |
| Филадельфия, Пенсильвания     | 392.000        | American, JetBlue, Southwest, Spirit |
| Бостон, Массачусетс           | 378.000        | Delta, JetBlue, Spirit               |
| Даллас/Форт-Уэрт, Техас       | 364.000        | American, Spirit                     |

| Направление                             | Пассажиропоток | Авиакомпания                              |
| --------------------------------------- | -------------- | ----------------------------------------- |
| Торонто/Пирсон, Канада                  | 509.755        | Air Canada, Air Transat, Sunwing, WestJet |
| Монреаль/Трюдо, Канада                  | 483.970        | Air Canada, Air Transat, Sunwing, WestJet |
| Порт-о-Пренс, Гаити                     | 451.145        | American, JetBlue, Spirit                 |
| Нассау, Багамские острова               | 420.814        | Bahamasair, JetBlue, Southwest            |
| Сан-Хосе, Коста-Рика                    | 303.695        | JetBlue, Southwest, Spirit                |
| Богота, Колумбия                        | 293.407        | Avianca, JetBlue, Spirit                  |
| Монтего-Бей, Ямайка                     | 261.501        | Caribbean, JetBlue, Southwest, Spirit     |
| Канкун, Мексика                         | 247.575        | JetBlue, Southwest, Spirit                |
| Кингстон, Ямайка                        | 246.886        | Caribbean, JetBlue, Spirit                |
| Санто-Доминго, Доминиканская Республика | 229.616        | JetBlue, Spirit                           |
| Сан-Паулу/Кампинас, Бразилия            | 185.105        | Azul                                      |
| Медельин, Колумбия                      | 167.932        | JetBlue, Spirit                           |
| Порт-оф-Спейн, Тринидад и Тобаго        | 163.920        | Caribbean, JetBlue                        |
| Картахена, Колумбия                     | 140.266        | JetBlue, Spirit                           |
| Лима, Перу                              | 132.018        | JetBlue, Spirit                           |

| Год  | Пассажиропоток | Год  | Пассажиропоток |
| ---- | -------------- | ---- | -------------- |
| 2000 | 15.860.004     | 2009 | 21.061.131     |
| 2001 | 16.407.927     | 2010 | 22.412.627     |
| 2002 | 17.037.261     | 2011 | 23.349.835     |
| 2003 | 17.938.046     | 2012 | 23.569.103     |
| 2004 | 20.819.292     | 2013 | 23.559.779     |
| 2005 | 22.390.285     | 2014 | 24.648.306     |
| 2006 | 21.369.787     | 2015 | 26.941.511     |
| 2007 | 22.681.903     | 2016 | 29.205.002     |
| 2008 | 22.621.698     | 2017 | 32.511.053     |

| Авиакомпания | Пассажиропоток | Доля   |
| ------------ | -------------- | ------ |
| JetBlue      | 7.287.044      | 25,0 % |
| Southwest    | 6.403.602      | 19,7 % |
| Spirit       | 6.313.154      | 19,4 % |
| Delta        | 3.321.642      | 10,2 % |
| American     | 2.231.671      | 6,9 %  |
| United       | 1.965.959      | 6,0 %  |

## Наземный транспорт
Автобусное сообщение (маршрут 1) соединяет центр города Форт-Лодердейл, а также пригород Авентура с аэропортом. Остановка находится в Центральном терминале.
Железнодорожное сообщение между Майами и Уэст-Палм-Бич осуществляется по системе пригородных поездов Tri-Rail со станции Fort Lauderdale/Hollywood International Airport, куда можно добраться на бесплатном трансфере от главных терминалов. Трансфер останавливается в 3 местах аэропорта, все на нижнем уровне: в западной части терминала 1, между терминалами 2 и 3 и между терминалами 3 и 4.
Аэропорт предлагает парковку в аэропорту, также, работает прокат автомобилей, который расположен в терминале 1.

## Инциденты
18 мая 1972 года, самолет авиакомпании Eastern Air Lines McDonnell Douglas DC-9-31, произошло обрушение шасси и отделение хвостовой части во время посадки. Затем самолет загорелся, но все пассажиры и экипаж смогли безопасно эвакуироваться.
7 июля 1983 года из международного аэропорта Форт-Лодердейл в международный аэропорт Тампы вылетел рейс номер 8 авиакомпании Air Florida с 47 пассажирами на борту. Один из пассажиров вручил записку одному из бортпроводников, в которой говорилось, что у него есть бомба, и велел им лететь в Гавану, Куба. Он показал небольшую спортивную сумку, в которой, по его словам, находилось взрывное устройство. Самолет был перенаправлен в международный аэропорт Гаваны Хосе Марти, а угонщик был взят под стражу Кубинскими властями.
19 ноября 2013 года самолет авиакомпании Air Evac International Learjet 35, рейс в Косумель, Мексика, потерпел крушение вскоре после взлета из аэропорта. Пилоты успели подать сигнала бедствия и предприняли попытку вернуться в аэропорт. Вероятной причиной был назван отказ двигателя. 4 человека погибли.
29 октября 2015 года, авиакомпания Dynamic International Airways рейс 405 в Каракас, Венесуэла. При выруливании на взлетно-посадочную полосу двигатель самолета, Boeing 767-246ER (N251MY), загорелся из-за утечки топлива. Экипаж немедленно остановил самолет, была вызвана пожарная бригада. Все 101 пассажир и члены экипажа самолета были эвакуированы, 17 пассажиров доставлены в больницу. Все взлетно-посадочные полосы были закрыты на три часа.
28 октября 2016 года, авиакомпания Fedex Express рейс 910. Грузовой самолет McDonnell Douglas MD-10-10F (N370FE), прибывший из Мемфиса, штат Теннесси, загорелся после того, как его левое шасси разрушилось при посадке. Огонь уничтожил левый двигатель и крыло. Экипаж из трех человек благополучно эвакуировался из самолета.
6 января 2017 года в зоне выдачи багажа Терминала 2 аэропорта произошла массовая стрельба. Пять человек погибли, еще восемь получили ранения. Стрелок, Эстебан Сантьяго Руис, был взят под стражу.